# Alla Vazjenina
Alla Ivanovna Vazjenina (kazakiska: Алла Ивановна Важенина), född 29 maj 1983 i Sjadrinsk i Sovjetunionen, är en rysk-kazakisk tyngdlyftare som tävlade i 75-kilosklassen. 
Vazjenina tog en silvermedalj i olympiska sommarspelen 2008 i Peking. Den ursprungliga guldmedaljören Cao Lei från Kina blev senare diskvalificerad på grund av doping och Vazjenina blev då uppflyttad till guldmedaljör.